# Zekarias Yohannes
Zekarias Yohannes (* 13. Mai 1925 in Adigenú; † 1. Dezember 2016) war Bischof der Eparchie Asmara der Eritreisch-Katholischen Kirche.

## Leben
Zekarias Yohannes empfing am 2. Juni 1949 die Priesterweihe für die Eparchie Asmara.
Papst Johannes Paul II. ernannte ihn am 29. Januar 1981 zum Weihbischof in Asmara und Titularbischof von Barca. Der Erzbischof von Addis Abeba, Paulos Tzadua, spendete ihm am 6. Juni desselben Jahres die Bischofsweihe; Mitkonsekratoren waren Asrate Mariam Yemmeru, Alterzbischof von Addis Abeba, und François Abraha, Bischof von Asmara.
Am 17. Juli 1984 wurde er zum Bischof von Asmara ernannt. Am 25. Juni 2001 nahm Papst Johannes Paul II. seinen altersbedingten Rücktritt an.